# Kleinstaaterei

Karte des Deutschen Bundes, 1815–1866

Kleinstaaterei ist ein in der Regel abwertendes, deutschsprachiges Schlagwort für eine als besonders ausgeprägt wahrgenommene föderale Struktur, insbesondere in Bezug auf die Territorialisierung und den Föderalismus in Deutschland.
Schon zu Beginn des 18. Jahrhunderts wurde vereinzelt in der Literatur der Frühaufklärung Kritik an der deutschen Kleinstaaterei geübt und öffentlich der Wunsch nach einem Nationalstaat geäußert. Vor allem im Kreis um den Gelehrten Johann Gottfried Gregorii entstanden Schriften für ein gesamtdeutsches Lesepublikum, welche die Geschichte, Geographie, Kartographie und Sagenüberlieferung der Kultur- und Sprachnation zum Inhalt hatten und damit den Einheitsgedanken im deutschen Schrifttum manifestierten.
Ein Jahrhundert später, während der Franzosenzeit, erinnerte sich eine Gesellschaft von Weimarer Gelehrten um Friedrich Johann Justin Bertuch an die gesamtdeutsche Sichtweise des Visionärs und Volksaufklärers: 

„… allein mit dem sonst so fabelreichen Joh. Gottfried Gregorius (unter dem angenommenen Namen Melissantes) bildete sich schon zu Anfang des XVIII. Jahrhunderts eine Ansicht, die würdig gewesen wäre, weiter verfolgt zu werden, wenn sie überall gleich grosse Empfänglichkeit gefunden hätte. Seine curiöse Beschreibung einiger vormals berühmten, theils verwüsteten und zerstörten, theils aber wieder neu aufgebaueten Bergschlösser in Teutschland, verbunden mit seinem neu eröffneten Schauplatz denkwürdiger Geschichte, auf welchem die Erbauung und Verwüstung vieler berühmter Städte und Schlösser präsentirt wird (2. Th. 1715) war für ein Vaterland berechnet, das nicht von den engen Gränzen der landesherrlichen Territorien beschränkt ward, aber da das Vaterland dem Vaterlande fehlte, so wie der Mensch dem Patrioten, so ging das allgemeine Interesse, das dieser erregen wollte, in dem besondern, und das besondere in dem Mangel am allgemeinen unter …“

Der Begriff im engeren Sinne wurde erstmals 1814 vom alldeutsch-nationalistisch eingestellten „Turnvater“ Friedrich Ludwig Jahn als politisches Schlagwort gebraucht und verbreitete sich im deutschen Sprachraum. In Ecce Homo, Die fröhliche Wissenschaft, Götzen-Dämmerung und Jenseits von Gut und Böse wandte Friedrich Nietzsche das Wort auf die gesamteuropäische Situation seiner Zeit an. Das Wort „Kleinstaaterei“ wurde auch auf das Italien vor dem Risorgimento angewandt. Das Werk A kelet-európai kisállamok nyomorúsága von István Bibó über die Situation in Osteuropa aus dem Jahr 1946 erschien 1992 in einer deutschsprachigen Übersetzung unter dem Titel Die Misere der osteuropäischen Kleinstaaterei.